# طولايي (مقاطعة فسا)
طولايي (بالإنجليزية: Mazraeh-ye Tulayi)‏ هي human-geographic territorial entity تقع في فارس في إيران.